# Castle of Glass
Castle of Glass is een nummer van de Amerikaanse alternatieve-rockgroep Linkin Park. Het is geschreven door Chester Bennington en Mike Shinoda en geproduceerd door Shinoda voor het vijfde studioalbum Living Things, dat 22 juni 2012 uitkwam. De videoclip van Castle of Glass werd op 12 oktober 2012 uitgebracht. De single kwam op 1 februari 2013 fysiek uit.

## Release
De eerste tekenen die duidden op een release van Castle of Glass kwamen door een foto tijdens de opnames van een videoclip. De band stond in op de posities die ze gebruiken bij optredens maar gitarist Brad Delson hield een akoestische gitaar in zijn handen in plaats van een elektrische. MTV publiceerde op 2 augustus 2012 een artikel waarin bevestigd werd dat er voor het nummer een videoclip werd geschoten. De aanleiding van de singlerelease is de samenwerking van de band met EA Sports' en Danger Close Games' Medal of Honor: Warfighter. Deze samenwerking werd eerder aangekondigd met een trailer op YouTube waarin een fragment van Castle of Glass te horen was. De band werkte in het verleden al met de makers van het spel. In 2010 werd de trailer van Medal of Honor een anders gestructureerde en anders gemixte versie van The Catalyst gebruikt, de leadsingle van Linkin Parks vorige album A Thousand Suns. De trailer werd geregisseerd door Joseph Hahn, bandlid en regisseur van de videoclips van de band. De trailer voor Medal of Honor: Warfighter bevatte het nummer Lies Greed Misery, een promosingle van Living Things. Castle of Glass functioneerde als themanummer van het spel. Ook verzorgde bandlid Mike Shinoda de scoremuziek voor twee levels uit de videogame.
De release werd meerdere malen uitgesteld. Eerst werd het nummer gereedgemaakt voor een release als promotiesingle op 22 oktober 2012. Vervolgens werd de fysieke uitgave verplaatst naar 12 november. Het derde uitstel verplaatste het naar 14 december. De laatste en definitieve verandering plaatste de single op 1 februari. De digitale single kwam op 22 maart uit.
Shinoda vond dat het nummer een passende keuze voor het spel was vanwege de persoonlijke kant van het spel. Dit betreft de levens van de soldaten die strijden in oorlogen en de offers die zij en diens families maken. Het thema van het nummer is geïnspireerd door verhalen van soldaten die van het strijdveld terugkeren in de samenleving en weer proberen te functioneren in de moderne wereld. Toch hoeft het nummer niet zo worden opgevat, volgens Shinoda, omdat de songteksten meerdere meningen kunnen hebben en het ook vanuit het perspectief van een persoonlijke relatie gezien kan worden. De videoclip beschreef hij als een narratief en bevat een mengsel van live-actionopnames die bewerkt zijn met gameplay.
Het nummer werd op 8 december 2012 voor het eerst gespeeld tijdens de Spike Video Game Awards.

## Videoclip
De videoclip werd op 12 oktober uitgebracht. Het begint met een verlengde ambient intro van het nummer. Een jongetje doet de deur open waarna een soldaat hem vertelt dat zijn vader in de oorlog gesneuveld is. Dit is echter niet te horen door het nummer. Het jongetje heeft moeite met het verwerken van het nieuws en slaat een vaas van tafel, die in stukken breekt. Een panshot begint bij de rollende scherven en beweegt zich vanaf de grond omhoog richting Shinoda, die het eerste couplet zingt. Ondertussen breekt het huis rond hem heen ook af in glasscherven. Het refrein wordt afgewisseld met deze beelden en de band, die zich op een rotsachtig terrein bevindt. Wanneer het eerste couplet begint, waait er een storm op. De hoofdpersoon bekijkt in zijn kamer memorabilia van zijn vader. In de brug doet het jongetje een pet op, opgevolgd door een shot met nu een volwassen man in dezelfde omgeving met dezelfde pet op. Hij gaat ook het leger in en moet uiteindelijk ook slecht nieuws aan een klein meisje brengen, waardoor de cirkel rond is.

## Compositie
Castle of Glass is geschreven in onvoltooid tegenwoordige tijd en bevat muzikaal een structuur dat lijkt op het AABA-formaat. Het nummer is geïnspireerd door folkmuziek uit de jaren twintig wat ook te horen is in het nummer. Het nummer begint met een folkachtige sample met synths die constrasteren met de sample. In het eerste couplet zingt Shinoda over begeleidende hulp die hij verzoekt aan iemand. In het eerste refrein zingt Bennington mee, hoewel beide stemmen dusdanig gemixt zijn dat ze lastig te onderscheiden zijn. Hierin noemt de protagonist zichzelf een barst in een glazen kasteel (a castle of glass) en met een uitzichtloos perspectief, waardoor dit op zelfmedelijden neerkomt. Het refrein wordt ondersteund door een riff op een akoestische gitaar. Zodra het tweede couplet begint, start een dynamische drumbeat en speelt een elektrische gitaar de hoofdriff van het nummer. Ook zijn er snaarinstrumenten te horen. Deze riff is hetzelfde als de synthesizers uit de intro. Shinoda's vocals zijn in het tweede couplet ondersteund door achtergrondzang van zichzelf. In het tweede refrein zingen beide vocalisten sterker, in vergelijking met het eerste refrein. Hierna komt de hoofdriff weer terug, die niet te horen was tijdens het tweede couplet en refrein. Na acht maten zingt Bennington het refrein terwijl alle andere instrumenten zijn gestopt. Als hij het refrein daarna nogmaals zingt, nu met Shinoda er bij, komen de instrumenten weer in het spel. Het laatste woord ("see") wordt gezongen in een lange uithaal terwijl de hoofdriff in de coda voor de laatste keer langskomt.

## Ontvangst
Deze mengsel van folkmuziek en rock kreeg succesvolle reacties van critici. Melinda Newman van Hitfix noemde het een van de meest eerlijke dingen die de band met de traditionele nummerstructuur heeft gedaan. Jason Liphutz van Billboard noemde het een intrigerend nummer vanwege de goede songwriting, de verlengde metaforen en simpele en toch radicale arrangement.

## Commercieel ontvangst
| Land                | Lijst                    | Piek | Bron   |
| ------------------- | ------------------------ | ---- | ------ |
| Duitsland           | Musikmarkt Top 100       | 10   |        |
| Hongarije           | Hongaarse Single Top 100 | 7    | [ 7 ]  |
| Italië              | FIMI Singles Chart       | 5    | [ 8 ]  |
| Oostenrijk          | Ö3 Austria Top 40        | 2    | [ 7 ]  |
| Verenigd Koninkrijk | UK Rock                  | 17   | [ 9 ]  |
| Verenigde Staten    | Alternative Songs        | 40   | [ 10 ] |
| Wallonië            | Ultratop 50              | 18   | [ 11 ] |
| Zwitserland         | Schweizer Hitparade      | 23   | [ 7 ]  |

## Tracklist
| Nr. | Titel                              | Duur  |
| --- | ---------------------------------- | ----- |
| 1.  | Castle of Glass                    | 03:25 |
| 2.  | Lost in the Echo (KillSonik Remix) | 05:09 |

| Nr. | Titel                                      | Duur  |
| --- | ------------------------------------------ | ----- |
| 1.  | Castle of Glass                            | 03:25 |
| 2.  | Lost in the Echo (KillSonik Remix)         | 05:09 |
| 3.  | Burn It Down (Live Rock im Park 2012)      | 04:00 |
| 4.  | Lies Greed Misery (Live Rock im Park 2012) | 02:30 |

## Personeel
Linkin Park
- Chester Bennington: leadvocals, achtergrondvocals
- Rob Bourdon: drum, percussie
- Brad Delson: akoestische gitaar
- Joseph Hahn: programmering, sampling
- Phoenix: basgitaar
- Mike Shinoda: ritmisch gitarist, leadvocals, achtergrondzang, producer, keyboard

Productie
- Rick Rubin: producer
- Mike Shinoda: producer, mixer, pro-tools
- Manny Marroquin: mixer
- Brian "Big Bass" Gardner: mastering
- Brandon Parvini: ontwerp
- Gemixt in de Larrabee North Studios
- Gemasterd in Bernie Grundman Mastering
- Ontwerp door Ghost Town Media

Emily Armstrong · Chester Bennington · Rob Bourdon · Colin Brittain · Brad Delson 
Dave Farrell · Joe Hahn · Scott Koziol · Mike Shinoda · Mark Wakefield